# Jozef Sobota
Jozef Sobota (* 24. září 1954) je bývalý slovenský fotbalista, útočník.

## Fotbalová kariéra
V československé lize hrál za Tatran Prešov, Duklu Banská Bystrica a Duklu Praha. Nastoupil ve 101 ligových utkáních a dal 12 gólů. Ve druhé nejvyšší soutěži hrál i za Vagónku Poprad a ZŤS Košice. V Poháru UEFA nastoupil ve 4 utkáních a dal 2 góly.

## Ligová bilance
| Ročník                                        | Zápasy | Góly | Klub                  |
| --------------------------------------------- | ------ | ---- | --------------------- |
| 1. československá fotbalová liga 1973/1974    | 26     | 5    | Tatran Prešov         |
| 1. československá fotbalová liga 1977/1978    | 30     | 5    | Tatran Prešov         |
| 1. československá fotbalová liga 1978/1979    | 24     | 1    | Tatran Prešov         |
| 1. československá fotbalová liga 1980/1981    | 6      | 0    | Dukla Banská Bystrica |
| 1. československá fotbalová liga 1980/1981    | 1      | 0    | Dukla Praha           |
| 1. československá fotbalová liga 1981/1982    | 14     | 1    | Tatran Prešov         |
| 1. slovenská národní fotbalová liga 1982/1983 | 28     | 6    | Vagónka Poprad        |
| 1. slovenská národní fotbalová liga 1983/1984 | 26     | 2    | Vagónka Poprad        |
| 1. slovenská národní fotbalová liga 1984/1985 | 29     | 6    | Vagónka Poprad        |
| 1. slovenská národní fotbalová liga 1985/1986 | 20     | 4    | ZŤS Košice            |
| 1. slovenská národní fotbalová liga 1986/1987 | 21     | 2    | ZŤS Košice            |
| 1. slovenská národní fotbalová liga 1987/1988 | 11     | 3    | ZŤS Košice            |
| CELKEM 1. liga                                | 101    | 12   |                       |